# Bóaire
Bóaire era un titolo medievale dato ai membri delle prime società gaeliche secondo l'Antica Legge Irlandese.
La parola significa "Signore delle mucche".
Il Bóaire era un piccolo proprietario terriero che si trovava al di sotto dei nobili e al di sopra del popolo. La sua quota di terreno veniva ereditato dal clan e non poteva essere alienato senza il suo consenso. Di solito gli era affidato del bestiame dal signore feudale di cui voleva essere cliente.
Alcuni testi indicano dei gradi inferiori come ócaire ("giovane signore") e Mruighfer ("proprietario terriero"), il più alto grado non nobile.
Anche se mancavano veri titoli nobiliari, alcuni bóaire potevano avere un rango nobiliare come capoclan o svolgendo servizi o acquisendo ricchezze doppie di un normale signore.